# Charles Fréry
Charles Fréry, né le 26 novembre 1846 à Lepuix-Neuf (Territoire de Belfort) et mort le 4 juin 1891 à Belfort (Territoire de Belfort), est un homme politique français. 
Médecin à Belfort, il est conseiller général quand il est élu député du Territoire-de-Belfort en 1881. Battu en 1885, il est sénateur de 1887 à 1891.
Il est enterré au cimetière de Brasse à Belfort.

## Sources
- « Charles Fréry », dans Adolphe Robert et Gaston Cougny, Dictionnaire des parlementaires français, Edgar Bourloton, 1889-1891 [détail de l’édition]
- « Charles Fréry », dans le Dictionnaire des parlementaires français (1889-1940), sous la direction de Jean Jolly, PUF, 1960 [détail de l’édition]
- Acte de naissance de Charles Louis Fréry, registres des naissances de la commune de Lepuix-Neuf, Archives départementales du Territoire de Belfort, Cote : 1 E 64, N.D.M. 1 - 2